# 角田恭弥

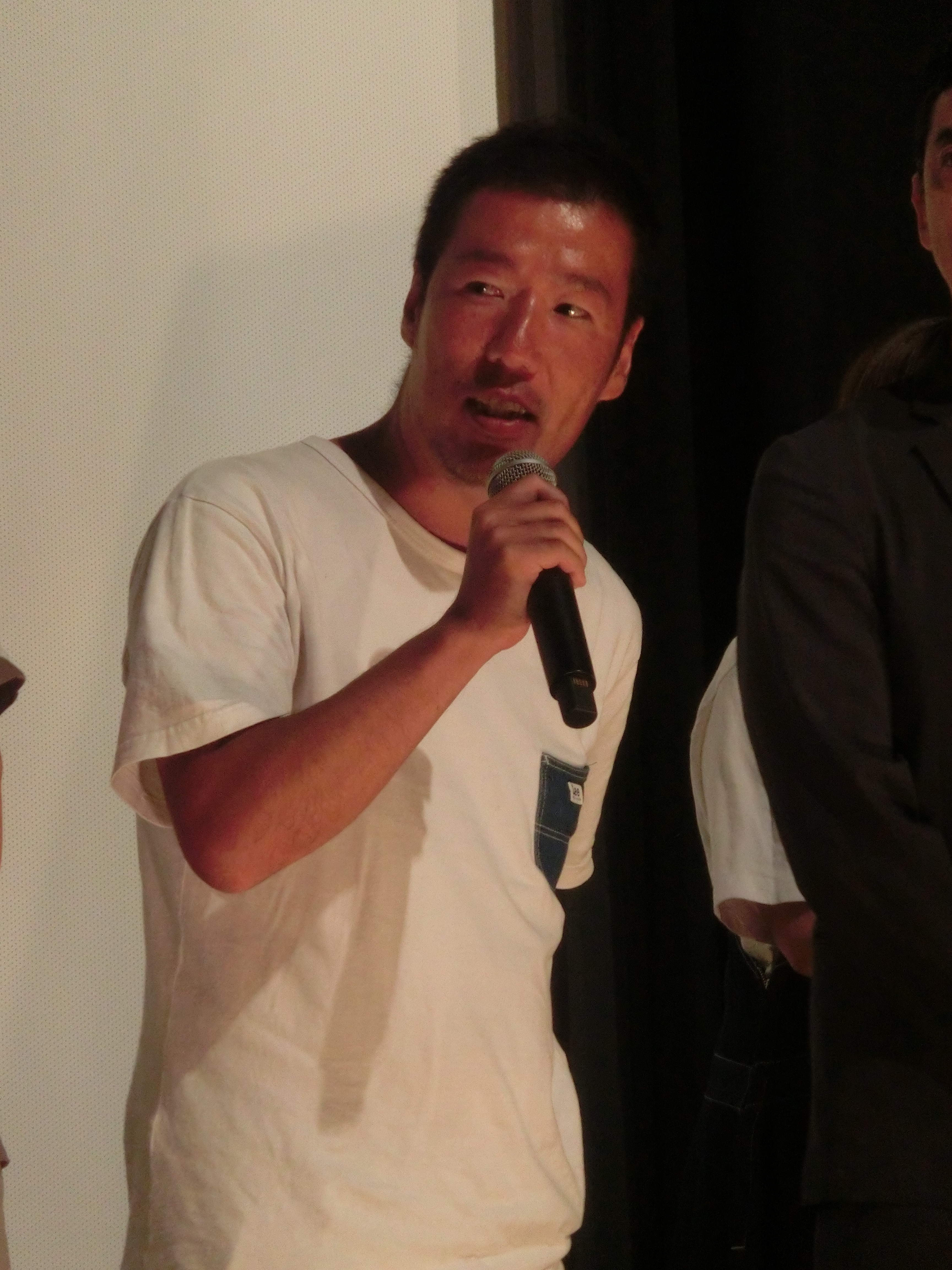
映画「アノコノシタタリ」テアトル新宿にて舞台挨拶

角田 恭弥（かくだ きょうや、1982年7月24日 - ）は、日本の映画監督、脚本、テレビディレクターである。助監督をする一方、自主制作映画や連続ドラマなどを監督をしている。

## 来歴
京都府京都市の老舗呉服問屋「誉田屋源兵衛」の三男として生まれる。幼少期から祖母と毎週映画に行き、その影響もあって23歳の時に日本映画学校(20期)に入学する。是枝裕和監督の作品に憧れを抱いており、卒業後はドキュメンタリー制作会社に入社して、NHKなどのドキュメンタリー番組にADとして参加する。
3年半後、ドキュメンタリー制作会社を辞め、助監督として映画監督を改めて目指す。入江悠 や蜷川実花 、安里麻里などの作品に参加し、助監督としてのキャリアを積む。その後、自費150万を掛けて自主制作映画「ユウカイ犯」を制作。映画祭で数々の賞を受賞。それを機に榊英雄の薦めでオークラ映画「アノコノシタタリ 」で長編映画監督デビューを果たす。
2020年11月に行われたカルチュア・コンビニエンス・クラブ(TSUTAYA)主催の「TSUTAYA CREATORS’ PROGRAM FILM 2020」の「監督部門」に『10歳、ぼくのじんぎ（仮）』で参加した。グランプリは逃したが、映像化に向けて企画検討されることが発表された。
現在は連続ドラマで監督するなど、映像を作り続けている。

## 作品

### 監督作品
映画
- 『ユウカイ犯』監督・脚本（2018年）
  - 神田ファンタスティック映画祭　土肥賞（受賞3作品の1つ）[3]
  - 横濱インデペンデントフィルムフェスティバル　中編最優秀作品賞[4]
  - 渋谷ミクロ映画祭　観客賞[要出典]・助演男優賞[5]
  - 第13回映像グランプリ　脚本賞
- 『アノコノシタタリ』監督・脚本（2019年）

ドラマ
- 『ただ離婚してないだけ』第5話・第6話(2021年、テレビ東京系列、主演：北山宏光　中村ゆり)- 監督[6]
- 『ゲキカラドウ2』第4話・第8話・第10話・第11話(2023年、テレビ東京、主演：桐山照史) - 監督
- 『好感度上昇サプリ』(2023年、テレビ東京、主演：三浦貴大)- 監督
- 『泥濘の食卓』第3話・第6話・第8話(2023年、テレビ朝日、主演：齋藤京子)- 監督
- 『ハコビヤ』第5話・第7話(2024年、テレビ東京、主演：田辺誠一　影山優佳)- 監督
- 『君が獣になる前に』第3話・第6話・第10話(2024年、テレビ東京、主演∶北山宏光) 監督
- 『私があなたといる理由』第5話(2025年、テレビ東京、主演:蓮佛美沙子　溝端淳平)　監督

テレビ番組
- 『世界は教科書で出来ている』ドラマパート（NHK総合テレビジョン）

### 助監督参加作品
- 『ゲームセンターCX THE MOVIE 1986 マイティボンジャック』（監督：蔵方政俊、2014年）
- 『クローバー』（監督：古澤健、2014年）
- 『太陽』（監督：入江悠、2016年）
- 『桜ノ雨』（監督：ウエダアツシ、2016年）
- 『サブイボマスク』（監督：門馬直人、2016年）
- 『天使のいる図書館』（監督：ウエダアツシ、2017年）
- 『パーフェクトワールド 君といる奇跡』（監督：柴山健次、2018年）
- 『きらきら眼鏡』（監督：犬童一利、2018年）
- 『ギャングース』（監督：入江悠、2018年）
- 『こはく』（監督：横尾初喜、2019年）
- 『人間失格 太宰治と3人の女たち』（監督：蜷川実花、2019年）
- 『水上のフライト』（監督：兼重淳、2020年）
- 『マイダディ』(監督：金井純一、2021年)
- 『蜜月』(監督：榊英雄、2022年公開予定・公開中止)